# ジョン・ピール
ジョン・ピール（John Peel、本名：John Robert Parker Ravenscroft『ジョン・ロバート・パーカー・レイヴンズクロフト』、1939年8月30日 - 2004年10月25日）は、イングランドのラジオ・パーソナリティー、DJである。1967年からBBCのラジオ1において『ピール・セッションズ』という番組を持ち、世界中の最先端の音楽をかけたことで知られている。『100名の最も偉大な英国人』において、第43位に選出された。

## 経歴
1939年8月30日、リヴァプール近郊のチェシャー州（現在はマージーサイド州）ヘスウォールに生まれる。1957年から1959年までのあいだ、イギリス陸軍の砲兵隊にてB-2のレーダー操作員を務めた。その後、ロッチデールの工場に勤務した。
1960年にアメリカ合衆国へ渡り、テキサス州ダラスのラジオ局、WRRに勤務した。1963年、『リヴァプール・エコー』紙の記者としてケネディ大統領暗殺事件を取材した。
1967年、イングランドに戻る。海賊放送局のラジオ・ロンドンにて、深夜番組『The Perfumed Garden』を担当し、聴取者にアメリカのキャプテン・ビーフハート・アンド・ヒズ・マジック・バンドやザ・マザーズ・オブ・インヴェンションを紹介した。この頃から、ジョン・ピールを名乗り始めた。同年、BBCに新設されたポップ・ミュージックの放送局BBC Radio 1と契約して『Top Gear』を担当した。『Peel Sessions』では、スタジオにミュージシャンを招いて演奏させた。ほとんどの聴取者が知らないアーティストやバンドが頻繁に招かれたが、彼等の多くはレコード会社と契約する前だった。数千ものミュージシャンが録音と放送の機会を無料で与えられ、XTCのように出演をきっかけにレコード会社に才能を認められて契約を勝ち取る者も輩出された。
同時に新人の音源の発売・流通にも乗り出し、1969年から1972年まではレコード・レーベル「ダンデライオン」を主宰した。
1998年からは、BBCのラジオ4の番組『Home Truths』も担当した。同年、大英帝国勲章を授与された。
2004年10月25日、休暇のために滞在していたペルーのクスコにて心臓発作により死去。65歳没。ラジオ1では、ピールの死去が伝えられたのち、彼が気に入っていたジ・アンダートーンズの楽曲「ティーンエイジ・キックス」が流された。彼の遺体は、サフォークの聖アンドリュー教会に埋葬された。その墓石には、同楽曲からの1節 ("Teenage dreams so hard to beat") が刻み込まれている。

## ラジオDJとして
- 最先端の音楽をかけるという姿勢はその死まで変わることはなく、晩年はダンスミュージック、特にダブステップの人気向上に一役買った[11]。
- 息子のトム・レイヴンズクロフト（英語版）もラジオDJとなり[12]、2018年現在BBCラジオ6ミュージックに出演している[13] 。
- ピーター・バラカンは青年期にピールの番組をロンドンで聴いており、「『誠実さと音楽に対する情熱』が伝わってきた」と振り返っている[14]。

## 関連文献
- Garner, Ken (2007). The Peel Sessions: A Story of Teenage Dreams and One Man's Love of New Music. BBC Books
- Heatley, Michael (2004). John Peel: A Life in Music. Michael O'Mara Books
- Peel, John; Ravenscroft, Sheila (2005). Margrave of the Marshes. Bantam Press
- Peel, John (2008). The Olivetti Chronicles: Three Decades of Life and Music. Bantam Press
- Wall, Mick (2004). John Peel: A Tribute to the Much-Loved DJ and Broadcaster. Orion Books